# Том (книга)
Том (греч. τόμος — часть, отрезок) — книга как отдельная единица, самостоятельная часть многотомного или продолжающегося печатного издания. Объединение в один том показывает единство содержания, или производится в рамках одного периода.
Внутри одного выпуска тома нумеруются, каждый обладает обычно своим заглавием. Такая нумерация может сопровождаться также независимой сквозной нумерацией всех выпусков.